# Leipziger Brauhaus zu Reudnitz

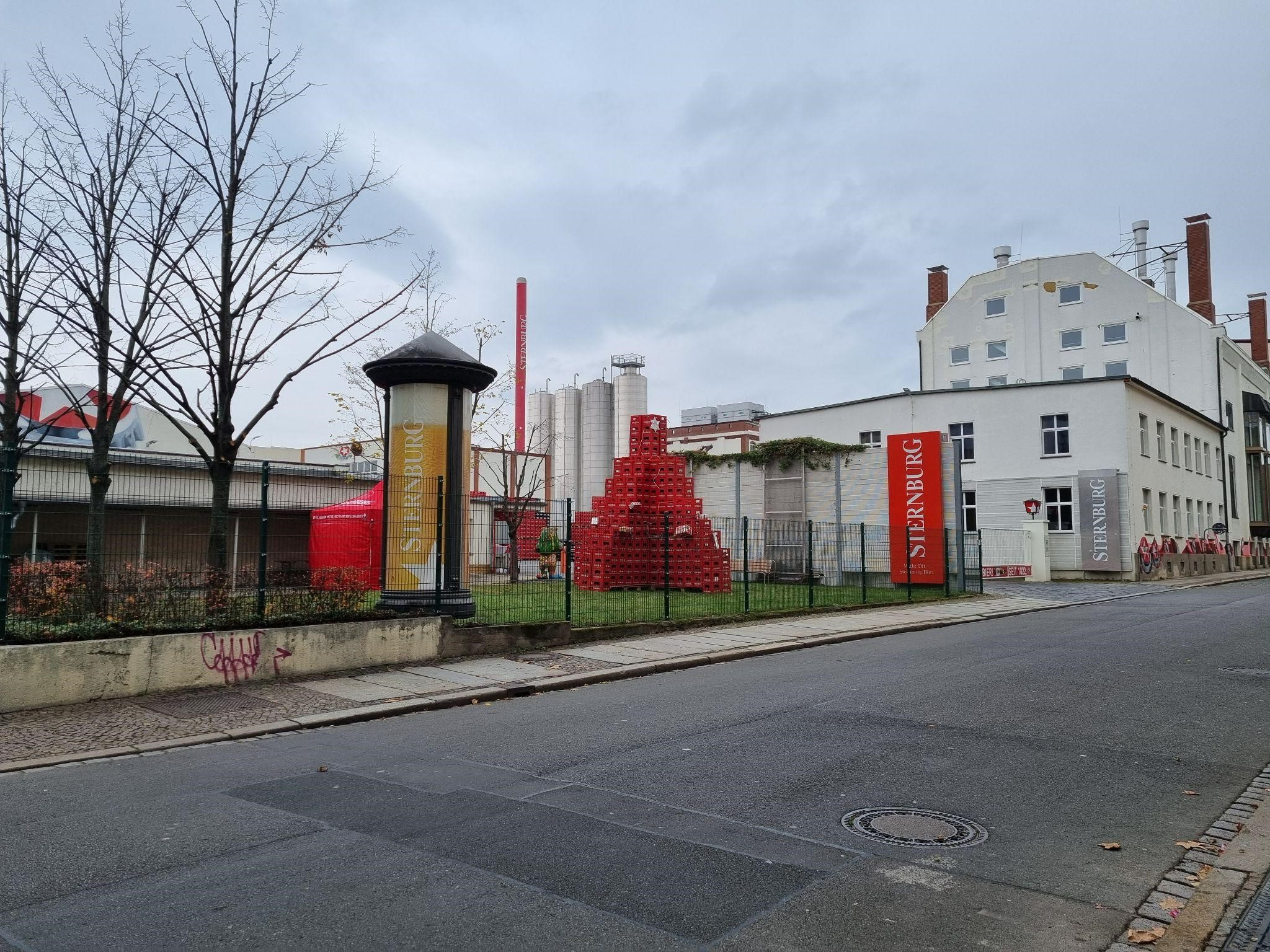
2021 Sternburg Brauerei in der Mühlstraße

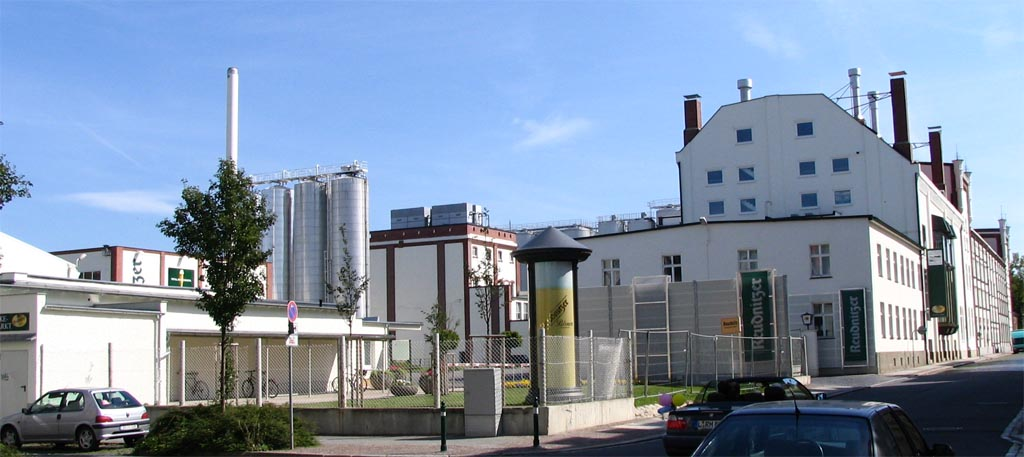
2005 Leipziger Brauhaus zu Reudnitz in der Mühlstraße

Das Leipziger Brauhaus zu Reudnitz ist eine zur Radeberger Gruppe gehörende Brauerei im Leipziger Ortsteil Reudnitz-Thonberg.

## Geschichte

### Gründung und Expansion

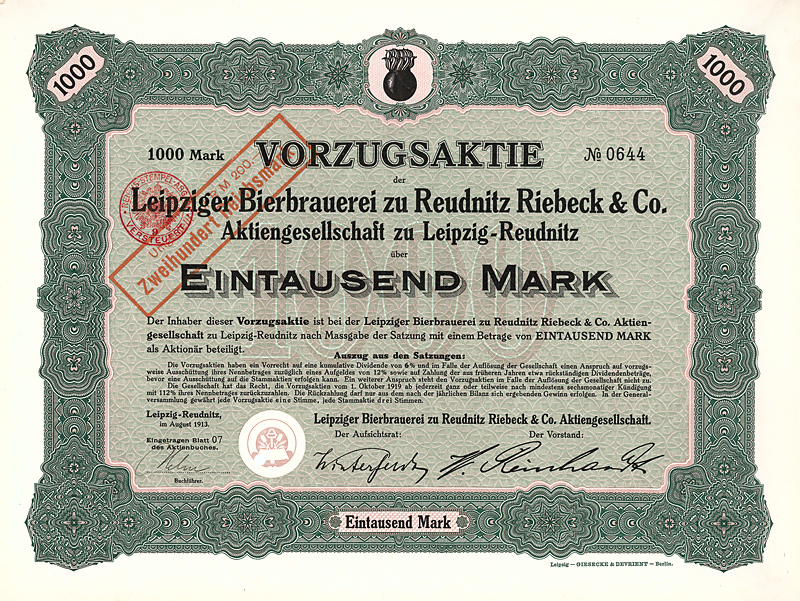
Vorzugsaktie über 1000 Mark der Leipziger Bierbrauerei zu Reudnitz Riebeck & Co AG vom August 1913

Die Brauerei in Reudnitz auf einem Stadtplan von 1884

Die Geschichte der Brauerei reicht bis in das Jahr 1862 zurück, als Adolf Schröder die Leipziger Bierbrauerei zu Reudnitz in der damals noch nicht nach Leipzig eingemeindeten Vorortgemeinde Reudnitz gründete. Bereits 1871 wurde das konkursreife Unternehmen an den Industriellen Carl Adolf Riebeck und einige Leipziger Bürger veräußert.
Unter der Leitung Riebecks begann die Entwicklung der Brauerei zur bedeutendsten Sachsens und zur viertgrößten des Deutschen Reichs. 1887 wurde das unter dem Namen Riebeck & Comp. firmierende Unternehmen in eine Aktiengesellschaft umgewandelt. An der Schwelle zum 20. Jahrhundert besaß die Gesellschaft die modernsten Brauanlagen Europas und das größte Sudhaus der Welt.
Das Unternehmen erwarb die Altenburger Aktienbrauerei sowie die Brauerei Gottlieb Büchner in Erfurt. Außerdem erwarb die Gesellschaft die Aktienmehrheit bei der Kiesel-Haberland Brauerei in Finsterwalde, der Vereinsbrauerei in Döbeln, der Heßberg Brauerei in Heßberg, der Pfannenberg Brauerei in Zerbst, der Partuschke Brauerei in Torgau und der Kürsten Brauerei in Arnstadt. Weiterhin war die Riebeck & Comp. AG an der Aktienbrauerei Neustadt-Magdeburg AG (62,4 %), der Vereinsbrauerei AG Greiz (74 %), der Reichsquelle Brauerei AG Mühlhausen (40 %), der Bürgerliches Brauhaus AG Saalfeld (66,23 %), der Vereinsbrauerei AG Zwickau (58,3 %), der Vereinsbrauerei AG Apolda (72 %), der Bergbrauerei AG Riesa (74 %), der Aktienbrauerei Greußen (70 %), der Brauerei Hack AG Meiningen (40 %), der Aktienbrauerei Krostitz (74 %), der Germania Brauerei AG Oschersleben, der Exportbierbrauerei AG Peter Königsee, der Stadtbrauerei AG Wurzen sowie der Klosterbrauerei AG Stadtroda beteiligt. 1922 erwarb Riebeck die Eilenburger Vereinsbrauerei, schloss den Betrieb und nutzte das ehemalige Brauhaus als Niederlage.

### Die Brauerei in der DDR

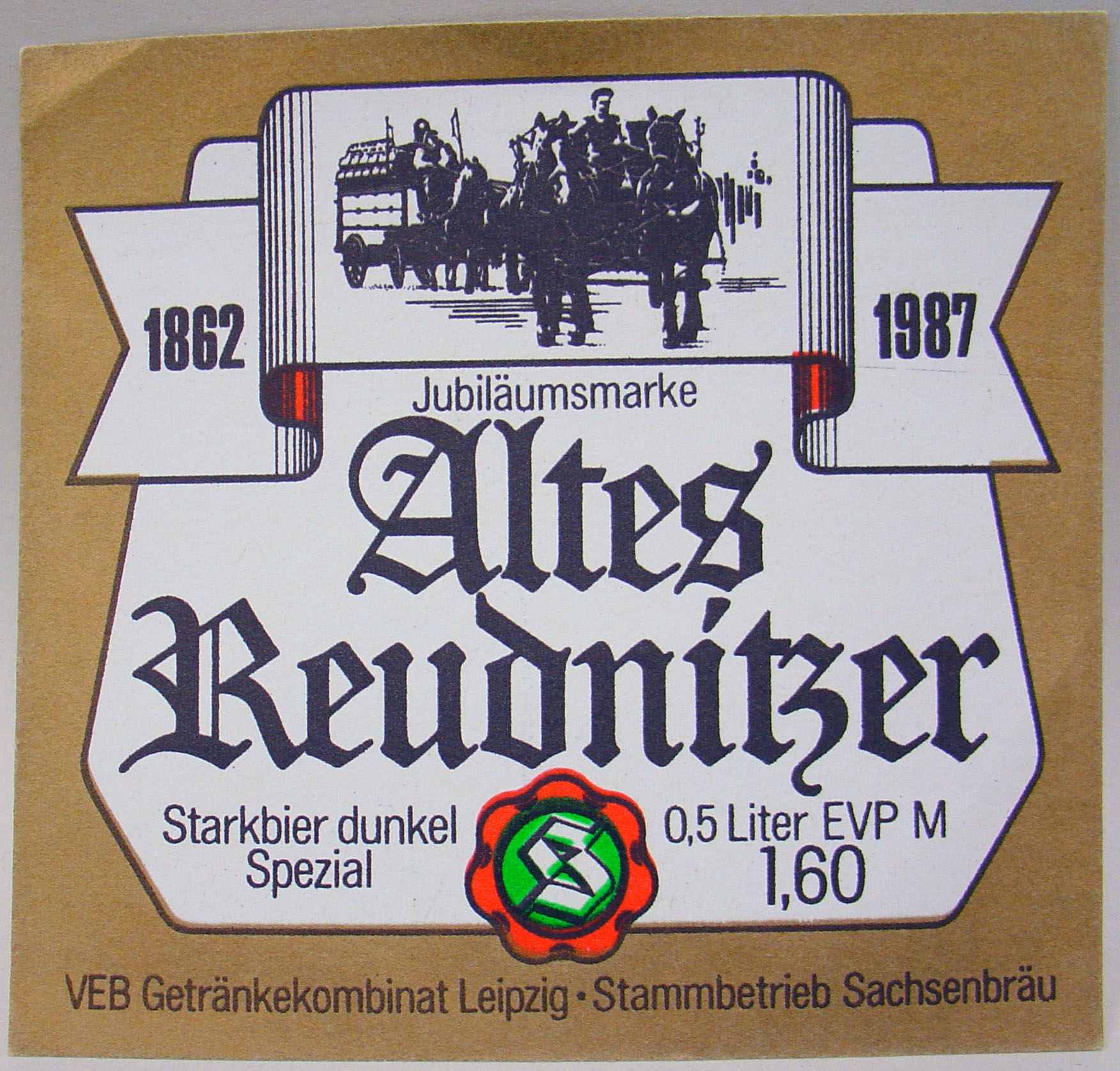
Altes Reudnitzer Starkbier dunkel, 1987

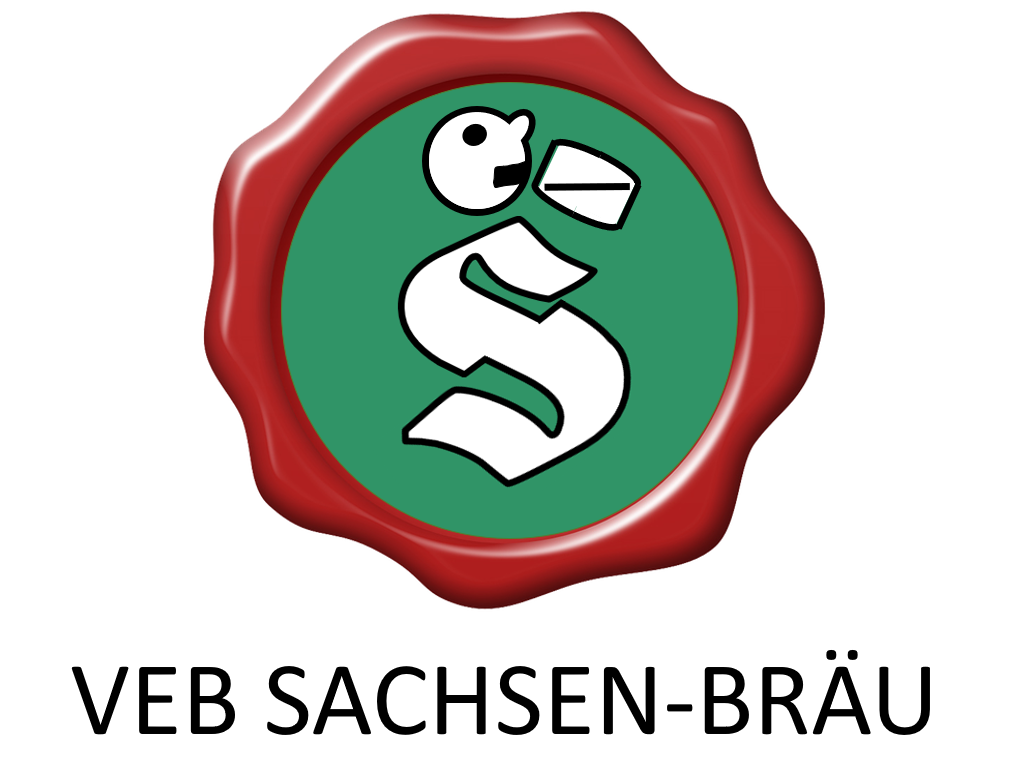
Logo des VEB Sachsen-Bräu

Durch Luftangriffe während des Zweiten Weltkriegs wurde mehr als die Hälfte der Brauereigebäude zerstört. 1946 erfolgte die Verstaatlichung des Unternehmens, das fortan als VEB Riebeck-Brauerei, später als VEB Landes-Brauerei firmierte. Zugleich begann der schrittweise Wiederaufbau der Brauereianlagen. 1959 wurde die Brauerei mit anderen Brauereien, unter anderem mit der ehemaligen Aktienbierbrauerei Gohlis und der als VEB Westquell firmierenden ehemaligen Brauerei C. W. Naumann in Plagwitz, zum Kombinat VEB Sachsenbräu zusammengeschlossen. Im Jahr 1968 folgte die Bildung des VEB Getränkekombinat Leipzig, dessen Stammbetrieb der VEB Sachsenbräu war.
Die gewaltigen Bombenschäden (60 %) vom 4. Dezember 1943 waren auch noch 1968 in beachtlichem Umfang sichtbar. Dazu kamen der erhebliche Verschleiß der Anlagen, wie des Sudhauses (einst Europas größtes Sudwerk), der versottete Gär- und Lagerkeller und die in der Kriegsruine notdürftig betriebene Flaschenabfüllung.  Ab 1971 erfolgte eine umfassende Rekonstruktion im VEB Sachsenbräu in Reudnitz, welche mit der Sudhausrekonstruktion (von 9/1971 bis 12/1972) begann: Es wurde ein 6-Gerätesudwerk von Škoda (ČSSR) mit einer Leistung von sechs Tonnen Schüttung und sechs Suden pro Tag importiert.
Die von Škoda garantierte Nassschrotung von Malz mit 40 % Gersten-Rohfruchtanteil funktionierte jedoch nicht, so dass erst die in Kooperation mit dem Institut für Getreideverarbeitung Potsdam-Rehbrücke entwickelte hydrothermische Vorbehandlung mittels Konditionierschnecke und nachgeschaltetem Doppelwalzenstuhl vom Mühlenbau Wittenberg zu einer sehr guten Zerkleinerung des Schrotgutes führte. Dieses in den sozialistischen Staaten damals patentierte Verfahren (DDR-Wirtschaftspatent 121798 vom 20. August 1976) entspricht noch heute dem Stand der Technik. Während der Sudhausrekonstruktion erfolgte ein Transport von über 400.000 Hektolitern heißer Würze aus den anderen Braubetrieben der Stadt Leipzig zum Kühlschiff in die Reudnitzer Brauerei.
Von 1972 bis 1975 wurde im VEB Sachsenbräu ein neues Tanklager mit zehn je 250 Kubikmeter fassenden Freibautanks sowie eine Reinigungs- und Desinfektionsstation, die Hefereinzucht, zwei Kältesätze zu je 240.000 kcal pro Stunde und eine Kohlendioxid -Gewinnungs- und Abfüllstation errichtet.
Der Investitionsaufwand betrug 8,85 Millionen Mark der DDR. Dieses Tanklager für die Gärung und Reifung wurde in der zweiten Hälfte der 1980er Jahre um weitere fünf Tanks, ebenfalls mit externer Kühlung, erweitert.

### Entwicklung seit 1990

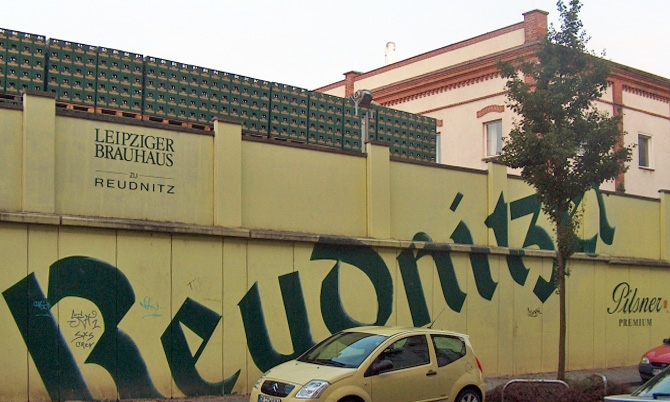
Blick auf die Brauerei mit zahlreichen Bierkästen

Nach der politischen Wende in der DDR wurde das Kombinat aufgelöst. Die Brauerei trat nun mit der neuen Marke „Reudnitzer“ auf. 1991 übernahm der Dortmunder Getränkekonzern Brau und Brunnen AG das Unternehmen und benannte es in Leipziger Brauhaus zu Reudnitz GmbH um. Zur Modernisierung der Produktionsanlagen investierte die Brau und Brunnen AG über umgerechnet rund 50 Mio. Euro. 1993 wurde ein vollautomatisiertes Sudhaus eingeweiht. Durch wirtschaftliche Schwierigkeiten der Konzernmutter war die Reudnitzer Brauerei mit ihren 170 Arbeitsplätzen 1997 von der Schließung bedroht. Sie konnte durch massive Bürgerproteste abgewendet werden.
2003 bis 2004 wurden neue Sudkessel und eine Flaschenabfüllanlage der Krones AG installiert. Das Sudhaus galt als das weltweit modernste. 2005 wurde die Brauerei an die Radeberger Gruppe des Oetker-Konzerns veräußert. Die Abfüllanlage hat eine Leistung von 50.000 Flaschen pro Stunde.
Mit dem Wegfall der zuletzt noch gebrauten Produkte Reudnitzer Pilsner und Reudnitzer Ur-Bock endete 2012 die Biermarke Reudnitzer. Die Leipziger Brauhaus zu Reudnitz GmbH ist im Handelsregister gelöscht. Die Produktionsanlagen werden zur Herstellung von Bier der Marke Sternburg genutzt.
Das Leipziger Brauhaus zu Reudnitz trat unter anderem als Sponsor des Fußballclubs 1. FC Lokomotive Leipzig, des Völkerschlachtdenkmals, der Kinderklinik der Universität Leipzig und der Leipziger Kulturstiftung auf.